# Le Démon du soir
Le Démon du soir ou la Ménopause héroïque est une bande dessinée écrite, dessinée et mise en couleurs par Florence Cestac, publiée en mai 2013 chez l'éditeur Dargaud. Il s'agit du troisième volet de la série Les Démons de l'existence, d'inspiration autobiographique, où apparaît le personnage de Noémie. Cette fois-ci, elle est âgée de soixante ans. L'album, élaboré dans un registre humoristique, reçoit un accueil critique favorable.

## Approche historiographique
Florence Cestac est une libraire, éditrice, auteure et dessinatrice française, lauréate du grand prix de la ville d'Angoulême en 2000. En 1996, elle livre Le Démon de midi ou « Changement d'herbage réjouit les veaux », ouvrage d'inspiration autobiographique sur la crise de la quarantaine. Le personnage de Noémie doit faire face à une crise conjugale en apprenant que son compagnon est infidèle. Cet ouvrage remporte un succès public et critique durable ; il fait l'objet d'une adaptation au théâtre du Splendid par Marie Pascale Osterrieth et Michèle Bernier, puis au cinéma en 2005. Florence Cestac reprend le personnage de Noémie pour dresser le portrait de femmes quinquagénaires dans Le Démon d'après midi..., publié en 2005. Le Démon du soir ou la Ménopause héroïque s'inscrit dans la lignée des albums précédents, montrant les mêmes personnages : Noémie est âgée de soixante ans.

## Synopsis
Lors d'un contrôle médical de routine, Noémie apprend que sa mammographie révèle une anomalie. Angoissée à la perspective d'un éventuel cancer, elle attend les résultats en s'occupant des affaires quotidiennes : son emploi, où des jeunes cadres souhaitent prendre son poste, son conjoint râleur et égoïste dont la libido est pratiquement nulle, sa fille qui l'emploie comme baby-sitter, sa mère démente qui se prend pour une star... Les résultats concluent qu'il n'y a aucun danger. Soulagée, Noémie décide de changer de vie : elle quitte son poste, son conjoint, puis part en voyage avec un ami ; elle renoue avec un ancien amant. À son retour, elle délaisse Paris pour acheter une maison dans le Sud et la restaure, entamant une liaison avec un nouvel amant.

## Genèse de l'œuvre
Florence Cestac estime que la presse féminine reflète une image exagérément positive de la ménopause, étape où les femmes sont en réalité inquiètes de leurs rides, de leur santé et accablées sous les responsabilités professionnelles et familiales,,. Le titre Le Démon du soir ou la Ménopause héroïque constitue, à lui seul, une provocation tant le sujet de la ménopause est délicat, voire tabou, y compris dans la presse féminine. L'achat d'une maison à restaurer dans le Sud correspond à l'expérience réelle de Cestac.

## Accueil critique
Le Point livre deux chroniques positives sur l'album, soulignant notamment leur caractère comique,. Dans Le Monde, le chroniqueur culturel Frédéric Potet accueille favorablement l'album, un « redoutable traité d'optimisme » : il décrit Florence Cestac comme « reine des gros nez et du trait caoutchouteux » et signale qu'elle « manie comme personne l'empathie et la tendresse ». BD Zoom, qui salue le « style rond, rapide et vivifiant », accueille favorablement le traitement narratif et esthétique. Aujourd'hui en France à son tour salue l'humour de cet album à la fois réaliste et humoristique. Ouest-France y voit un « album plein d'oxygène, rythmé et résolument positif ». Cette tonalité optimiste est relevée aussi dans Paris Normandie. Actua BD relève quelques faiblesses mais souligne l'originalité d'évoquer l'amour pour les personnes d'âge mur.
D'autres critiques émettent un traitement plus réservé envers l'album. En effet, il ne convainc pas BoDoï, qui l'estime superficiel, caricatural, peu amusant ; dans une thèse de doctorat en sociologie, une auteure émet des réticences car le ressort comique reflète principalement les préjugés présentant la ménopause comme une phase peu agréable dans la vie d'une femme.

## Postérité
Florence Cestac annonce en 2013 son intention de créer une suite, présentant Noémie à 80 ans : Le Démon de minuit. L’album est finalement publié en 2025 sous le titre Le Démon de mamie ou la sénescence enchantée.